# Pałątkowate
Pałątkowate (Lestidae) – rodzina owadów z rzędu ważek zaliczana do podrzędu ważek równoskrzydłych (Zygoptera). Obejmuje około 150 gatunków. Charakteryzują się metalicznie zielonym lub miedzianym ubarwieniem ciała oraz wydłużoną pterostygmą. 

## Systematyka
Do rodziny pałątkowatych zaliczane są następujące rodzaje:
- Archilestes Selys, 1862
- Austrolestes Tillyard, 1913
- Chalcolestes Kennedy, 1920
- Indolestes Fraser, 1922
- Lestes Leach in Brewster, 1815
- Orolestes McLachlan, 1895
- Platylestes Selys, 1862
- Sinhalestes Fraser, 1951 – jedynym przedstawicielem jest Sinhalestes orientalis (Hagen in Selys, 1862)
- Sympecma Burmeister, 1839

Rodzaje te niekiedy grupowane są w podrodzinach: Lestinae i Sympecmatinae.
Rodzajem typowym jest Lestes.

## Pałątkowate Polski
W odonatofaunie Polski występują gatunki:
- straszka pospolita (Sympecma fusca)
- straszka północna (Sympecma  paedisca)
- pałątka mała (Lestes virens)
- pałątka niebieskooka (podobna) (Lestes dryas)
- pałątka południowa (Lestes barbarus)
- pałątka pospolita (Lestes sponsa)
- pałątka wielkoplama (Lestes macrostigma)
- pałątka zielona (Lestes viridis)

Pałątka wielkoplama odnotowana została w Polsce tylko 1 raz, w 1961 roku.
Jeden gatunek – straszka północna – jest objęty ochroną częściową.